# Rocco e i suoi fratelli
Rocco e i suoi fratelli is een Italiaans-Franse dramafilm uit 1960 onder regie van Luchino Visconti.

Deze tragische familiekroniek met sociale kritiek vestigde Visconti's reputatie als meesterregisseur die de jonge acteur – in een fatale liefde van twee broers voor een prostituée – tot intense emotionaliteit wist te inspireren.
— 
Speelfilmencyclopedie

## Verhaal
De weduwe Rosaria Parondi komt met haar vier zoons Rocco, Simone, Ciro en Luca vanuit het zuiden van Italië naar Milaan. Daar woont haar oudste zoon Vincenzo al geruime tijd. Ze hoopt dat Vincenzo zijn broers aan werk kan helpen. De vier broers vinden werk als hulp in een stomerij (Rocco) of als arbeider bij Alfa Romeo (Ciro), maar op zoek naar fortuin beginnen de vier broers ook te boksen. Het talent van Simone wordt herkend en hij wordt beroepsbokser. Simone wordt verliefd op de prostituee Nadia, maar via hem leert zij Rocco kennen die veel oprechter is dan Simone, en zij verkiest hem boven Simone. Als Simone een keer gaat trainen met Rocco zien de boksmanagers ook het talent van Rocco. Nadia zoekt Rocco op en als Simone dit hoort kan hij dit niet verdragen. In een sleutelscene slaat hij Rocco in elkaar en verkracht hij Nadia voor de ogen van Rocco. Toch blijft Rocco hem vergeven. Simone vervalt door gokschulden in een leven van diefstal. Rocco blijft hem helpen en vergeeft hem telkens zijn misstappen. Nadia ziet zichzelf als waardeloze hoer en accepteert het geld en de aandacht van Simone, die ze overigens veracht. Ze trekt in bij het gezin Parondi en wordt onderhouden door Simone. Om geld te verdienen, ook om Simone te helpen, wordt Rocco ook bokser, waarbij hij succesvoller blijkt dan zijn broer.  Na de zoveelste botsing wordt de profiteuse Nadia door moeder Parondi uit huis gegooid en zij verdwijnt uit hun leven. Simone raakt steeds meer aan lager wal maar blijft verliefd op Nadia. Simone krijgt een tip over de omgeving waar Nadia verblijft en hij zoekt haar op. Nadia zegt hem nog een keer recht in zijn gezicht dat ze van hem walgt waarop Simone beseft dat zijn leven mislukt is en hij haar vermoordt op hetzelfde moment dat Rocco een bokswedstrijd wint, die hij is aangegaan om de schulden van Simone te voldoen. De film eindigt met een feest ter ere van de winst van Rocco, maar dan verschijnt Simone met bloed aan zijn kleding en de moord komt uit. Rocco blijft ondanks alles proberen hem te helpen maar Ciro geeft Simone aan en hij wordt gearresteerd.

## Rolverdeling
| Acteur            | Personage          |
| ----------------- | ------------------ |
| Alain Delon       | Rocco Parondi      |
| Renato Salvatori  | Simone Parondi     |
| Annie Girardot    | Nadia              |
| Katina Paxinou    | Rosaria Parondi    |
| Alessandra Panaro | Verloofde van Ciro |
| Spiros Focás      | Vincenzo Parondi   |
| Max Cartier       | Ciro Parondi       |
| Corrado Pani      | Ivo                |
| Rocco Vidolazzi   | Luca Parondi       |
| Claudia Mori      | Wasvrouw           |
| Adriana Asti      | Wasvrouw           |
| Enzo Fiermonte    | Bokser             |
| Nino Castelnuovo  | Nino Rossi         |
| Rosario Borelli   | Gokker             |
| Renato Terra      | Alfredo            |
| Roger Hanin       | Morini             |
| Paolo Stoppa      | Cerri              |
| Suzy Delair       | Luisa              |
| Claudia Cardinale | Ginetta            |

## Prijzen en nominaties
| Jaar | Prijs                    | Categorie                    | Genomineerde(n)                                                                                | Uitslag     |
| ---- | ------------------------ | ---------------------------- | ---------------------------------------------------------------------------------------------- | ----------- |
| 1960 | Filmfestival van Venetië | Zilveren Leeuw               | Luchino Visconti                                                                               | Gewonnen    |
| 1960 | Filmfestival van Venetië | Gouden Leeuw                 | Luchino Visconti                                                                               | Genomineerd |
| 1961 | David di Donatello       | Beste productie              | Goffredo Lombardo                                                                              | Gewonnen    |
| 1961 | Nastro d'Argento         | Beste regie                  | Luchino Visconti                                                                               | Gewonnen    |
| 1961 | Nastro d'Argento         | Beste scenario               | Suso Cecchi D'Amico Pasquale Festa Campanile Massimo Franciosa Enrico Medioli Luchino Visconti | Gewonnen    |
| 1961 | Nastro d'Argento         | Beste camerawerk             | Giuseppe Rotunno                                                                               | Gewonnen    |
| 1961 | Nastro d'Argento         | Beste productie              | Goffredo Lombardo                                                                              | Genomineerd |
| 1961 | Nastro d'Argento         | Beste verhaal                | Luchino Visconti Vasco Pratolini Suso Cecchi D'Amico                                           | Genomineerd |
| 1961 | Nastro d'Argento         | Beste mannelijke bijrol      | Paolo Stoppa                                                                                   | Genomineerd |
| 1961 | Nastro d'Argento         | Beste productieontwerp       | Mario Garbuglia                                                                                | Genomineerd |
| 1961 | Nastro d'Argento         | Beste kostuumontwerp         | Piero Tosi                                                                                     | Genomineerd |
| 1962 | BAFTA's                  | Beste buitenlandse film      | Luchino Visconti                                                                               | Genomineerd |
| 1962 | BAFTA's                  | Beste internationale actrice | Annie Girardot                                                                                 | Genomineerd |